# Самый красивый ход в истории шахмат
Самый красивый ход в истории шахмат (в другом варианте — Самый красивый ход в истории английских шахмат) — джентльменский жест словенского шахматиста Милана Видмара в партии с чемпионом мира кубинцем Раулем Капабланкой во время шахматного турнира в Лондоне, состоявшегося в 1922 году.

## История
|   | a | b | c | d | e | f | g | h |   |
| - | --- | --- | --- | --- | --- | --- | --- | --- | - |
| 8 | b8 белая ладья · g8 чёрный король · g7 чёрная пешка · f6 чёрный конь · h6 чёрная пешка · d3 белый ферзь · e3 белая пешка · h3 белая пешка · f2 чёрный ферзь · g2 белая пешка · h2 белый король | b8 белая ладья · g8 чёрный король · g7 чёрная пешка · f6 чёрный конь · h6 чёрная пешка · d3 белый ферзь · e3 белая пешка · h3 белая пешка · f2 чёрный ферзь · g2 белая пешка · h2 белый король | b8 белая ладья · g8 чёрный король · g7 чёрная пешка · f6 чёрный конь · h6 чёрная пешка · d3 белый ферзь · e3 белая пешка · h3 белая пешка · f2 чёрный ферзь · g2 белая пешка · h2 белый король | b8 белая ладья · g8 чёрный король · g7 чёрная пешка · f6 чёрный конь · h6 чёрная пешка · d3 белый ферзь · e3 белая пешка · h3 белая пешка · f2 чёрный ферзь · g2 белая пешка · h2 белый король | b8 белая ладья · g8 чёрный король · g7 чёрная пешка · f6 чёрный конь · h6 чёрная пешка · d3 белый ферзь · e3 белая пешка · h3 белая пешка · f2 чёрный ферзь · g2 белая пешка · h2 белый король | b8 белая ладья · g8 чёрный король · g7 чёрная пешка · f6 чёрный конь · h6 чёрная пешка · d3 белый ферзь · e3 белая пешка · h3 белая пешка · f2 чёрный ферзь · g2 белая пешка · h2 белый король | b8 белая ладья · g8 чёрный король · g7 чёрная пешка · f6 чёрный конь · h6 чёрная пешка · d3 белый ферзь · e3 белая пешка · h3 белая пешка · f2 чёрный ферзь · g2 белая пешка · h2 белый король | b8 белая ладья · g8 чёрный король · g7 чёрная пешка · f6 чёрный конь · h6 чёрная пешка · d3 белый ферзь · e3 белая пешка · h3 белая пешка · f2 чёрный ферзь · g2 белая пешка · h2 белый король | 8 |
| 7 | b8 белая ладья · g8 чёрный король · g7 чёрная пешка · f6 чёрный конь · h6 чёрная пешка · d3 белый ферзь · e3 белая пешка · h3 белая пешка · f2 чёрный ферзь · g2 белая пешка · h2 белый король | b8 белая ладья · g8 чёрный король · g7 чёрная пешка · f6 чёрный конь · h6 чёрная пешка · d3 белый ферзь · e3 белая пешка · h3 белая пешка · f2 чёрный ферзь · g2 белая пешка · h2 белый король | b8 белая ладья · g8 чёрный король · g7 чёрная пешка · f6 чёрный конь · h6 чёрная пешка · d3 белый ферзь · e3 белая пешка · h3 белая пешка · f2 чёрный ферзь · g2 белая пешка · h2 белый король | b8 белая ладья · g8 чёрный король · g7 чёрная пешка · f6 чёрный конь · h6 чёрная пешка · d3 белый ферзь · e3 белая пешка · h3 белая пешка · f2 чёрный ферзь · g2 белая пешка · h2 белый король | b8 белая ладья · g8 чёрный король · g7 чёрная пешка · f6 чёрный конь · h6 чёрная пешка · d3 белый ферзь · e3 белая пешка · h3 белая пешка · f2 чёрный ферзь · g2 белая пешка · h2 белый король | b8 белая ладья · g8 чёрный король · g7 чёрная пешка · f6 чёрный конь · h6 чёрная пешка · d3 белый ферзь · e3 белая пешка · h3 белая пешка · f2 чёрный ферзь · g2 белая пешка · h2 белый король | b8 белая ладья · g8 чёрный король · g7 чёрная пешка · f6 чёрный конь · h6 чёрная пешка · d3 белый ферзь · e3 белая пешка · h3 белая пешка · f2 чёрный ферзь · g2 белая пешка · h2 белый король | b8 белая ладья · g8 чёрный король · g7 чёрная пешка · f6 чёрный конь · h6 чёрная пешка · d3 белый ферзь · e3 белая пешка · h3 белая пешка · f2 чёрный ферзь · g2 белая пешка · h2 белый король | 7 |
| 6 | b8 белая ладья · g8 чёрный король · g7 чёрная пешка · f6 чёрный конь · h6 чёрная пешка · d3 белый ферзь · e3 белая пешка · h3 белая пешка · f2 чёрный ферзь · g2 белая пешка · h2 белый король | b8 белая ладья · g8 чёрный король · g7 чёрная пешка · f6 чёрный конь · h6 чёрная пешка · d3 белый ферзь · e3 белая пешка · h3 белая пешка · f2 чёрный ферзь · g2 белая пешка · h2 белый король | b8 белая ладья · g8 чёрный король · g7 чёрная пешка · f6 чёрный конь · h6 чёрная пешка · d3 белый ферзь · e3 белая пешка · h3 белая пешка · f2 чёрный ферзь · g2 белая пешка · h2 белый король | b8 белая ладья · g8 чёрный король · g7 чёрная пешка · f6 чёрный конь · h6 чёрная пешка · d3 белый ферзь · e3 белая пешка · h3 белая пешка · f2 чёрный ферзь · g2 белая пешка · h2 белый король | b8 белая ладья · g8 чёрный король · g7 чёрная пешка · f6 чёрный конь · h6 чёрная пешка · d3 белый ферзь · e3 белая пешка · h3 белая пешка · f2 чёрный ферзь · g2 белая пешка · h2 белый король | b8 белая ладья · g8 чёрный король · g7 чёрная пешка · f6 чёрный конь · h6 чёрная пешка · d3 белый ферзь · e3 белая пешка · h3 белая пешка · f2 чёрный ферзь · g2 белая пешка · h2 белый король | b8 белая ладья · g8 чёрный король · g7 чёрная пешка · f6 чёрный конь · h6 чёрная пешка · d3 белый ферзь · e3 белая пешка · h3 белая пешка · f2 чёрный ферзь · g2 белая пешка · h2 белый король | b8 белая ладья · g8 чёрный король · g7 чёрная пешка · f6 чёрный конь · h6 чёрная пешка · d3 белый ферзь · e3 белая пешка · h3 белая пешка · f2 чёрный ферзь · g2 белая пешка · h2 белый король | 6 |
| 5 | b8 белая ладья · g8 чёрный король · g7 чёрная пешка · f6 чёрный конь · h6 чёрная пешка · d3 белый ферзь · e3 белая пешка · h3 белая пешка · f2 чёрный ферзь · g2 белая пешка · h2 белый король | b8 белая ладья · g8 чёрный король · g7 чёрная пешка · f6 чёрный конь · h6 чёрная пешка · d3 белый ферзь · e3 белая пешка · h3 белая пешка · f2 чёрный ферзь · g2 белая пешка · h2 белый король | b8 белая ладья · g8 чёрный король · g7 чёрная пешка · f6 чёрный конь · h6 чёрная пешка · d3 белый ферзь · e3 белая пешка · h3 белая пешка · f2 чёрный ферзь · g2 белая пешка · h2 белый король | b8 белая ладья · g8 чёрный король · g7 чёрная пешка · f6 чёрный конь · h6 чёрная пешка · d3 белый ферзь · e3 белая пешка · h3 белая пешка · f2 чёрный ферзь · g2 белая пешка · h2 белый король | b8 белая ладья · g8 чёрный король · g7 чёрная пешка · f6 чёрный конь · h6 чёрная пешка · d3 белый ферзь · e3 белая пешка · h3 белая пешка · f2 чёрный ферзь · g2 белая пешка · h2 белый король | b8 белая ладья · g8 чёрный король · g7 чёрная пешка · f6 чёрный конь · h6 чёрная пешка · d3 белый ферзь · e3 белая пешка · h3 белая пешка · f2 чёрный ферзь · g2 белая пешка · h2 белый король | b8 белая ладья · g8 чёрный король · g7 чёрная пешка · f6 чёрный конь · h6 чёрная пешка · d3 белый ферзь · e3 белая пешка · h3 белая пешка · f2 чёрный ферзь · g2 белая пешка · h2 белый король | b8 белая ладья · g8 чёрный король · g7 чёрная пешка · f6 чёрный конь · h6 чёрная пешка · d3 белый ферзь · e3 белая пешка · h3 белая пешка · f2 чёрный ферзь · g2 белая пешка · h2 белый король | 5 |
| 4 | b8 белая ладья · g8 чёрный король · g7 чёрная пешка · f6 чёрный конь · h6 чёрная пешка · d3 белый ферзь · e3 белая пешка · h3 белая пешка · f2 чёрный ферзь · g2 белая пешка · h2 белый король | b8 белая ладья · g8 чёрный король · g7 чёрная пешка · f6 чёрный конь · h6 чёрная пешка · d3 белый ферзь · e3 белая пешка · h3 белая пешка · f2 чёрный ферзь · g2 белая пешка · h2 белый король | b8 белая ладья · g8 чёрный король · g7 чёрная пешка · f6 чёрный конь · h6 чёрная пешка · d3 белый ферзь · e3 белая пешка · h3 белая пешка · f2 чёрный ферзь · g2 белая пешка · h2 белый король | b8 белая ладья · g8 чёрный король · g7 чёрная пешка · f6 чёрный конь · h6 чёрная пешка · d3 белый ферзь · e3 белая пешка · h3 белая пешка · f2 чёрный ферзь · g2 белая пешка · h2 белый король | b8 белая ладья · g8 чёрный король · g7 чёрная пешка · f6 чёрный конь · h6 чёрная пешка · d3 белый ферзь · e3 белая пешка · h3 белая пешка · f2 чёрный ферзь · g2 белая пешка · h2 белый король | b8 белая ладья · g8 чёрный король · g7 чёрная пешка · f6 чёрный конь · h6 чёрная пешка · d3 белый ферзь · e3 белая пешка · h3 белая пешка · f2 чёрный ферзь · g2 белая пешка · h2 белый король | b8 белая ладья · g8 чёрный король · g7 чёрная пешка · f6 чёрный конь · h6 чёрная пешка · d3 белый ферзь · e3 белая пешка · h3 белая пешка · f2 чёрный ферзь · g2 белая пешка · h2 белый король | b8 белая ладья · g8 чёрный король · g7 чёрная пешка · f6 чёрный конь · h6 чёрная пешка · d3 белый ферзь · e3 белая пешка · h3 белая пешка · f2 чёрный ферзь · g2 белая пешка · h2 белый король | 4 |
| 3 | b8 белая ладья · g8 чёрный король · g7 чёрная пешка · f6 чёрный конь · h6 чёрная пешка · d3 белый ферзь · e3 белая пешка · h3 белая пешка · f2 чёрный ферзь · g2 белая пешка · h2 белый король | b8 белая ладья · g8 чёрный король · g7 чёрная пешка · f6 чёрный конь · h6 чёрная пешка · d3 белый ферзь · e3 белая пешка · h3 белая пешка · f2 чёрный ферзь · g2 белая пешка · h2 белый король | b8 белая ладья · g8 чёрный король · g7 чёрная пешка · f6 чёрный конь · h6 чёрная пешка · d3 белый ферзь · e3 белая пешка · h3 белая пешка · f2 чёрный ферзь · g2 белая пешка · h2 белый король | b8 белая ладья · g8 чёрный король · g7 чёрная пешка · f6 чёрный конь · h6 чёрная пешка · d3 белый ферзь · e3 белая пешка · h3 белая пешка · f2 чёрный ферзь · g2 белая пешка · h2 белый король | b8 белая ладья · g8 чёрный король · g7 чёрная пешка · f6 чёрный конь · h6 чёрная пешка · d3 белый ферзь · e3 белая пешка · h3 белая пешка · f2 чёрный ферзь · g2 белая пешка · h2 белый король | b8 белая ладья · g8 чёрный король · g7 чёрная пешка · f6 чёрный конь · h6 чёрная пешка · d3 белый ферзь · e3 белая пешка · h3 белая пешка · f2 чёрный ферзь · g2 белая пешка · h2 белый король | b8 белая ладья · g8 чёрный король · g7 чёрная пешка · f6 чёрный конь · h6 чёрная пешка · d3 белый ферзь · e3 белая пешка · h3 белая пешка · f2 чёрный ферзь · g2 белая пешка · h2 белый король | b8 белая ладья · g8 чёрный король · g7 чёрная пешка · f6 чёрный конь · h6 чёрная пешка · d3 белый ферзь · e3 белая пешка · h3 белая пешка · f2 чёрный ферзь · g2 белая пешка · h2 белый король | 3 |
| 2 | b8 белая ладья · g8 чёрный король · g7 чёрная пешка · f6 чёрный конь · h6 чёрная пешка · d3 белый ферзь · e3 белая пешка · h3 белая пешка · f2 чёрный ферзь · g2 белая пешка · h2 белый король | b8 белая ладья · g8 чёрный король · g7 чёрная пешка · f6 чёрный конь · h6 чёрная пешка · d3 белый ферзь · e3 белая пешка · h3 белая пешка · f2 чёрный ферзь · g2 белая пешка · h2 белый король | b8 белая ладья · g8 чёрный король · g7 чёрная пешка · f6 чёрный конь · h6 чёрная пешка · d3 белый ферзь · e3 белая пешка · h3 белая пешка · f2 чёрный ферзь · g2 белая пешка · h2 белый король | b8 белая ладья · g8 чёрный король · g7 чёрная пешка · f6 чёрный конь · h6 чёрная пешка · d3 белый ферзь · e3 белая пешка · h3 белая пешка · f2 чёрный ферзь · g2 белая пешка · h2 белый король | b8 белая ладья · g8 чёрный король · g7 чёрная пешка · f6 чёрный конь · h6 чёрная пешка · d3 белый ферзь · e3 белая пешка · h3 белая пешка · f2 чёрный ферзь · g2 белая пешка · h2 белый король | b8 белая ладья · g8 чёрный король · g7 чёрная пешка · f6 чёрный конь · h6 чёрная пешка · d3 белый ферзь · e3 белая пешка · h3 белая пешка · f2 чёрный ферзь · g2 белая пешка · h2 белый король | b8 белая ладья · g8 чёрный король · g7 чёрная пешка · f6 чёрный конь · h6 чёрная пешка · d3 белый ферзь · e3 белая пешка · h3 белая пешка · f2 чёрный ферзь · g2 белая пешка · h2 белый король | b8 белая ладья · g8 чёрный король · g7 чёрная пешка · f6 чёрный конь · h6 чёрная пешка · d3 белый ферзь · e3 белая пешка · h3 белая пешка · f2 чёрный ферзь · g2 белая пешка · h2 белый король | 2 |
| 1 | b8 белая ладья · g8 чёрный король · g7 чёрная пешка · f6 чёрный конь · h6 чёрная пешка · d3 белый ферзь · e3 белая пешка · h3 белая пешка · f2 чёрный ферзь · g2 белая пешка · h2 белый король | b8 белая ладья · g8 чёрный король · g7 чёрная пешка · f6 чёрный конь · h6 чёрная пешка · d3 белый ферзь · e3 белая пешка · h3 белая пешка · f2 чёрный ферзь · g2 белая пешка · h2 белый король | b8 белая ладья · g8 чёрный король · g7 чёрная пешка · f6 чёрный конь · h6 чёрная пешка · d3 белый ферзь · e3 белая пешка · h3 белая пешка · f2 чёрный ферзь · g2 белая пешка · h2 белый король | b8 белая ладья · g8 чёрный король · g7 чёрная пешка · f6 чёрный конь · h6 чёрная пешка · d3 белый ферзь · e3 белая пешка · h3 белая пешка · f2 чёрный ферзь · g2 белая пешка · h2 белый король | b8 белая ладья · g8 чёрный король · g7 чёрная пешка · f6 чёрный конь · h6 чёрная пешка · d3 белый ферзь · e3 белая пешка · h3 белая пешка · f2 чёрный ферзь · g2 белая пешка · h2 белый король | b8 белая ладья · g8 чёрный король · g7 чёрная пешка · f6 чёрный конь · h6 чёрная пешка · d3 белый ферзь · e3 белая пешка · h3 белая пешка · f2 чёрный ферзь · g2 белая пешка · h2 белый король | b8 белая ладья · g8 чёрный король · g7 чёрная пешка · f6 чёрный конь · h6 чёрная пешка · d3 белый ферзь · e3 белая пешка · h3 белая пешка · f2 чёрный ферзь · g2 белая пешка · h2 белый король | b8 белая ладья · g8 чёрный король · g7 чёрная пешка · f6 чёрный конь · h6 чёрная пешка · d3 белый ферзь · e3 белая пешка · h3 белая пешка · f2 чёрный ферзь · g2 белая пешка · h2 белый король | 1 |
|   | a | b | c | d | e | f | g | h |   |

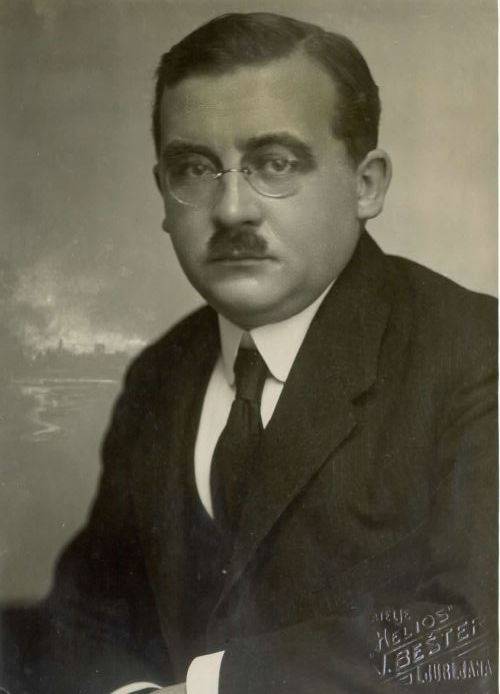
Милан Видмар. 1930-е годы

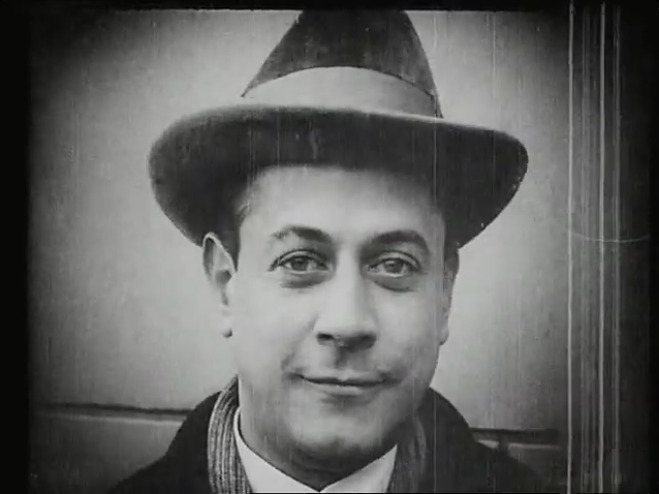
Капабланка в 1925 году (кадр из фильма «Шахматная горячка»).

В проигрышной позиции для Видмара партия была отложена. Ход оставался за словенским шахматистом. Видмар записал свой ход на бумагу и запечатал в конверт, который передал судье.
После этого между Видмаром и Капабланкой состоялось короткое и дружеское обсуждение отложенной партии. Диалог велся на французском языке.
Чемпион мира был уверен в своей победе. Однако Милан сказал, что ещё проанализирует партию и только потом примет решение. Всё же в конце этого разговора Видмар сказал Капабланке, что, скорее всего, сдастся без доигрывания.
На доигрывание Милан Видмар пришёл, собираясь признать себя побеждённым. И начал прогуливаться по залу, ожидая соперника.
Однако Капабланка по неизвестным причинам всё не приходил на доигрывание.
Спустя некоторое время к Видмару подошёл директор турнира и сказал, что сейчас у Капабланки упадет флаг. И только тут Видмар заметил, что время, отведённое в партии для Капабланки, истечёт через несколько секунд.
По формальным правилам победителем в партии тогда мог быть объявлен Видмар.
Словенский шахматист вспомнил, что Рауль Капабланка плохо владеет французским языком и, видимо, не понял, что он собирается сдать партию.
Милан Видмар успел подбежать к шахматному столику и опрокинуть фигуру своего короля на доску, что означало признание своего поражения.

## Признание
В 1936 году в Ноттингеме этот джентльменский жест Милана Видмара английские любители шахмат провозгласили самым красивым ходом в истории английских шахмат.